# Алексей Дреев
Алексей Сергеевич Дреев е руски шахматист, международен гросмайстор, роден в Ставропол, РСФСР, СССР.

## Биография
Дреев е световен отборен шампион с Русия през 1997 и 2005 година.
През 2002 година участва в мача „Русия срещу останалия свят“, известен още като „Мач на новия век“. Дреев изиграва осем партии, записвайки 2 победи, 5 ремита и 1 загуби. Победите му са срещу гросмайсторите Юдит Полгар и Иля Смирин от отбора на света.
През 2006 година става отборен шампион на Русия със състава на „Урал“ (Свердловска област).
В периода 1989 – 2005 година пише статии за английското списание „Ню ин Чес“. Автор е на книгата „My One Hundred Best Games“.

## Турнирни резултати
- 1995 – Бил (1 м. в гросмайсторския турнир на международния шахматен фестивал „Бил“)[6]
- 2001 – Сараево (3-4 м. с Иля Смирин и индивидуален резултат 5,5 точки от 9 възможни на международния турнир от 16-а категория на ФИДЕ „Босна“ зад българите Кирил Георгиев и Веселин Топалов)[7];
- 2003 – Дос Ерманас (2 м. с резултат 6 точки от 9 възможни; след последния кръг има еднакъв брой точки със сънародника си Александър Рустемов, но остава на втората позиция заради по-слаби допълнителни показатели)[8]
- 2007 – Ню Делхи (1 м. на „Parsvnath International Open“ с 8,5 точки от 10 възможни)[9]; Вияробледо (2 м. със 7,5 точки; след последния кръг заема 1-3 м. с Руслан Пономарьов и Веселин Топалов, но след зачитането на допълнителни показатели остава на втората позиция)[10]
- 2008 – Москва (3 м. на „Аерофлот Оупън“ с резултат 6,5 точки от 9 възможни; същият точков актив има завършилия на втора позиция Александър Мотильов)[11]; Барселона (1 м. на турнира от 14-а категория на ФИДЕ „Magistral d’Escacs Ciutat de Barcelona“ с резултат 7 точки от 9 възможни)[12]
- 2009 – Талин (1 м. на „Мемориал Паул Керес“ с резултат 5 точки от 7 възможни; след последния кръг има еднакъв брой точки с Василий Емелин, но е обявен за краен победител заради по-добри допълнителни показатели)[13]

## Участия на шахматни олимпиади
Дреев участва на пет шахматни олимпиади. Изиграва общо 44 партии, постигайки в тях 15 победи и 23 ремита. Средната му успеваемост е 60,2 процента. Носител е на три златни и един сребърен отборни медала.
| Година | Организатор | Отбор     | Класиране (отборно) | Дъска    |
| 1992   | Манила      | Русия     | 1                   | Четвърта |
| 1994   | Москва      | Русия     | 1                   | Четвърта |
| 1996   | Ереван      | Русия     | 1                   | Трета    |
| 1998   | Елиста      | Русия „Б“ | 8                   | Първа    |
| 2004   | Калвия      | Русия     | 2                   | Четвърта |